# Otersen
Otersen ist ein niedersächsisches Dorf im Landkreis Verden und liegt an der Aller. Es gehört zum sogenannten Kleinbahnwinkel der Gemeinde Kirchlinteln und seine Gemarkung hat eine Fläche von fast 15 Quadratkilometern. 

## Geographie
Geprägt ist das Dorf durch die Allermarsch, sieben Seen, Dünen- und Geestlandschaft, Moore, Heide und ausgedehnte Wälder.
Otersen im Sande trägt auch den Namen „Vor Wittlohe“ und liegt mitten in einem Waldgebiet. In 18 Häusern leben ungefähr 50 Menschen.
Das Besondere an der Straße Ludwigslust ist, dass sie zu zwei Landkreisen gehört, dem Landkreis Verden und dem Heidekreis. Von Otersen kommend gehört die linke Seite der Hauptstraße und der Hof Barg Lühning zum Landkreis Verden. In Ludwigslust gibt es mehrere Bauernhöfe und einen Hofladen.

## Geschichte
Am 1. Juli 1972 wurde Otersen in die Gemeinde Kirchlinteln eingegliedert.

## Politik
Ortsvorsteher in Otersen ist seit 2016 Dieter Bergstedt (CDU), der die Nachfolge des plötzlich verstorbenen Hanshermann Honemann angetreten hat. Bergstedt ist seit einigen Jahren bereits Vorsitzender der Dorf- und Vereinsgemeinschaft Otersen e. V., die sich aus den Vertretern der Vereine und Organisationen zusammensetzt und die Interessen Otersens vertritt. Bei den Kommunalwahlen am 11. September 2016 zogen Richard Eckermann (SPD, 416 Stimmen) und Steffen Lühning (CDU, 449 Stimmen) jeweils direkt in den Gemeinderat ein, Günter Lühning (CDU, 1159 Stimmen) schaffte es erneut in den Kreistag.

## Kultur und Sehenswürdigkeiten
Ein Dorfladen wird von Bürgern betrieben, der Grundlage für das niedersächsische Dorfladennetzwerk war. Das Dorf gewann im Jahr 2007 beim Bundeswettbewerb Unser Dorf hat Zukunft die Goldmedaille.

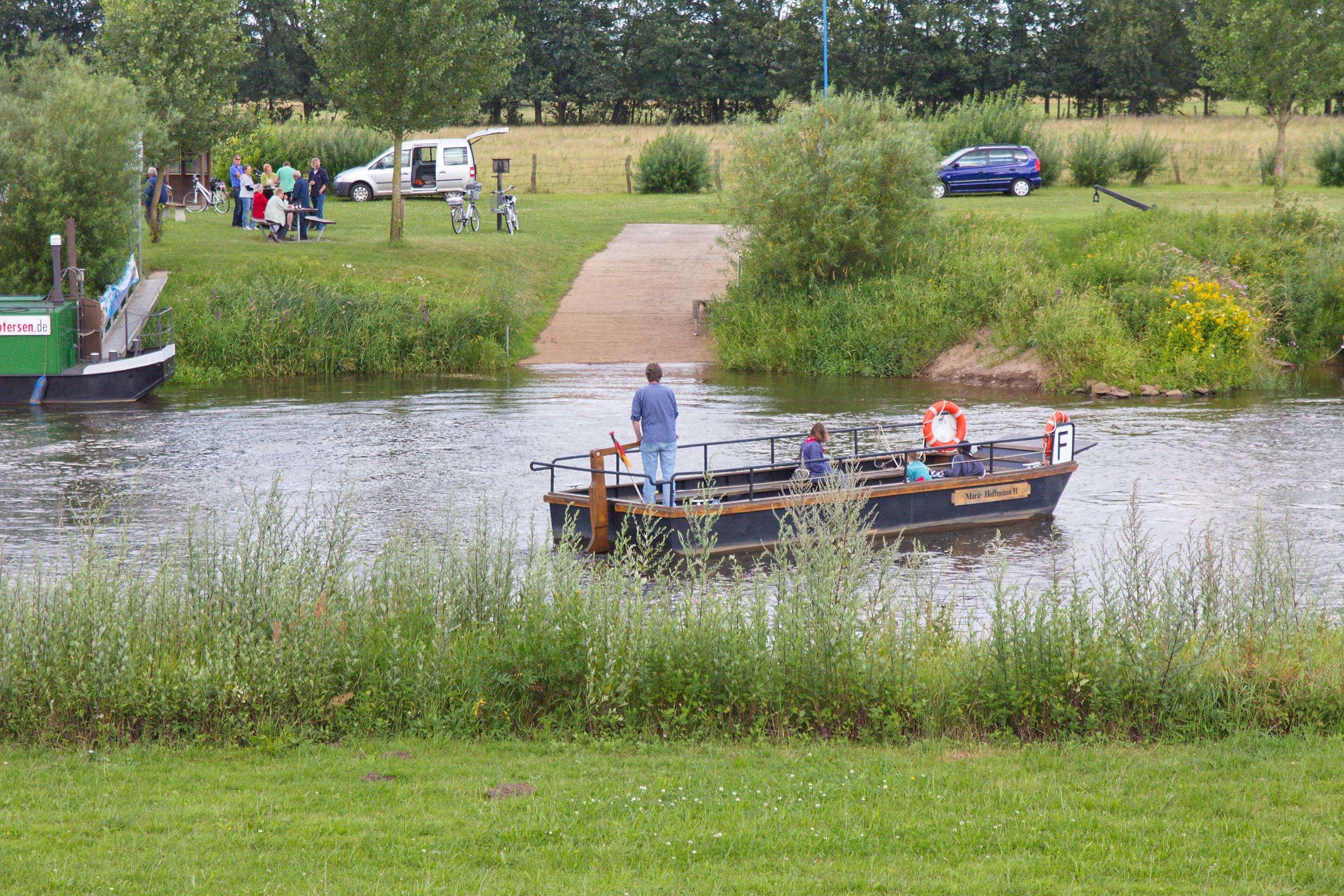
Blick auf die Allerfähren vor Otersen

Die Allerfähre Otersen–Westen verbindet seit dem 16. Jahrhundert die beiden Dörfer Westen und Otersen. Bis 1954 erfolgte der Transport mit einer Pramfähre, danach mit einem Dielenboot. Nachdem der Fährenbetrieb 1967 stillgelegt wurde, veranlasste der Heimatverein Otersen die Wiedererrichtung und seit 1997 läuft der Fährbetrieb wieder. Zum Dielenschiff Marie Hoffmann I kam im Jahr 2000 die Prahmfähre Marie Hoffmann II hinzu. Beide Fähren werden umweltfreundlich mit sonnenenergiegespeisten Batterien und Elektromotoren angetrieben.
Das Dorfbild wird durch zahlreiche denkmalgeschützten Hofanlagen mit gut erhaltenen Fachwerkgebäuden sowie dem enthaltenen großen Bestand alter Bäume bestimmt.
Das ehemalige Schulhaus wurde 1884 errichtet. Das Gebäude bietet heute als "Dorfhaus Alte Schule" Platz für einen Kindergarten, Sportraum und zwei Wohnungen im Dachgeschoss.
Am Ortsausgang in Richtung zur Aller neben der Fährstraße befindet sich eine Kriegsopfergedenkstätte.

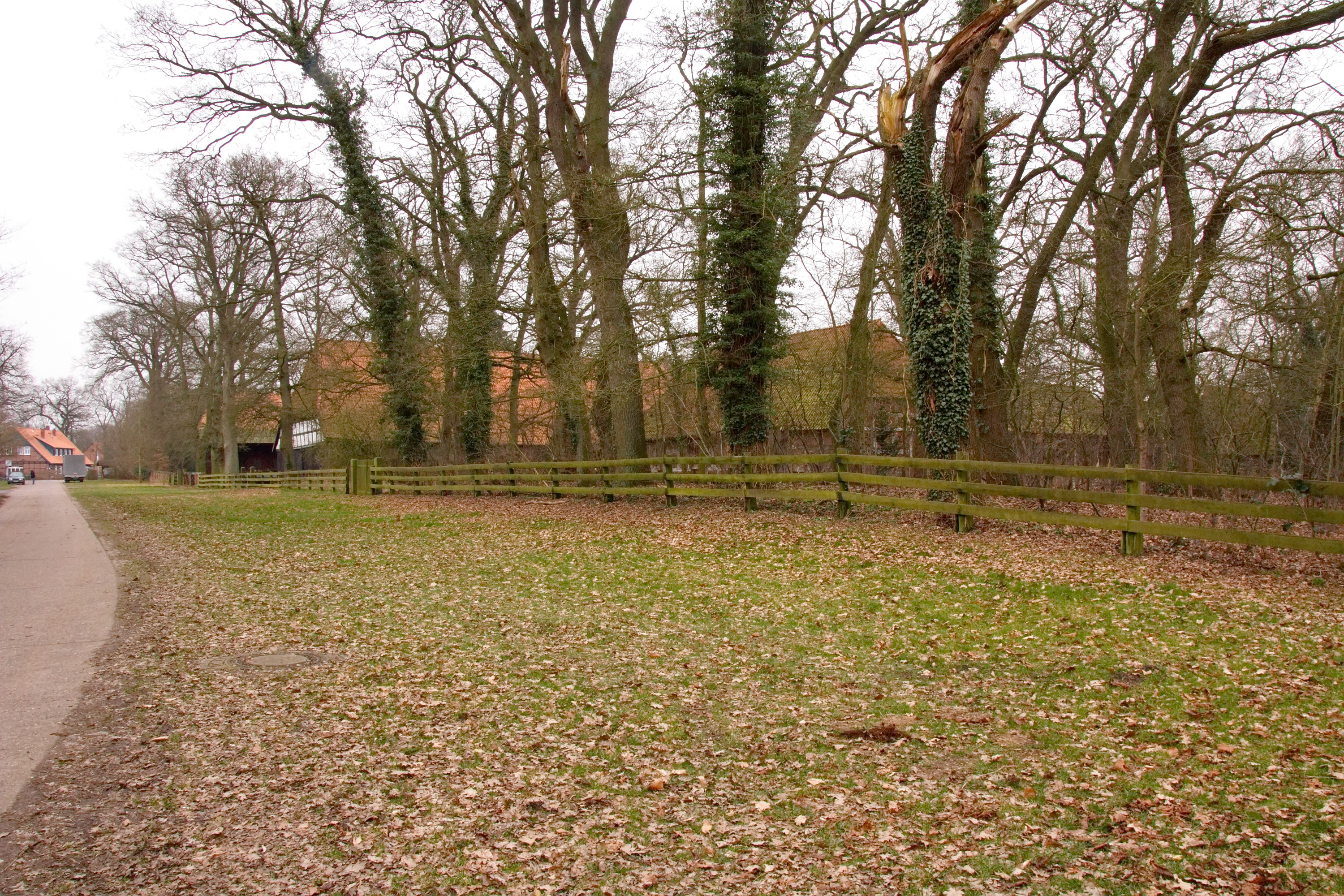
Ortsblick an der Fährstraße
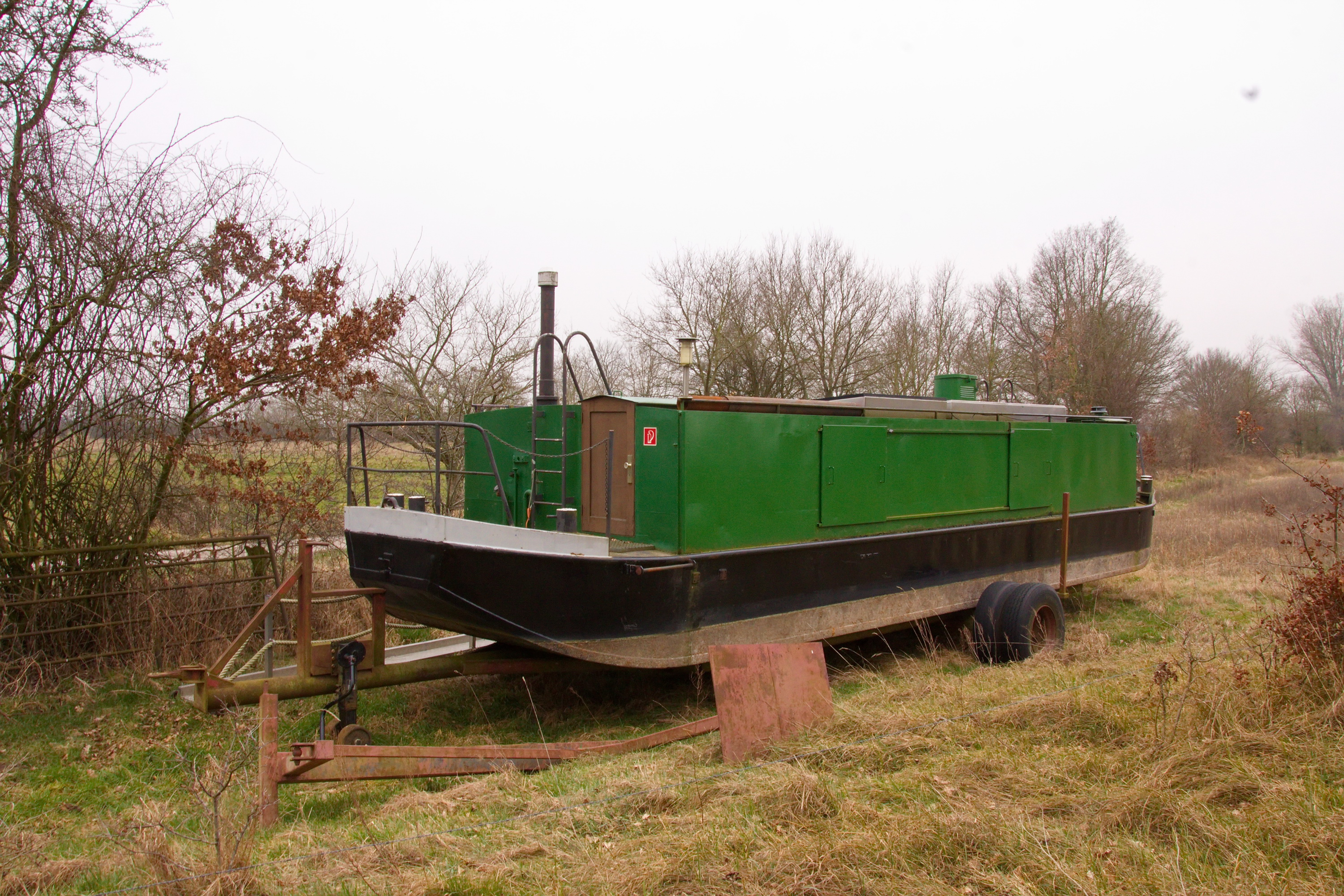
Allerschiff an der Fährstraße vor Otersen
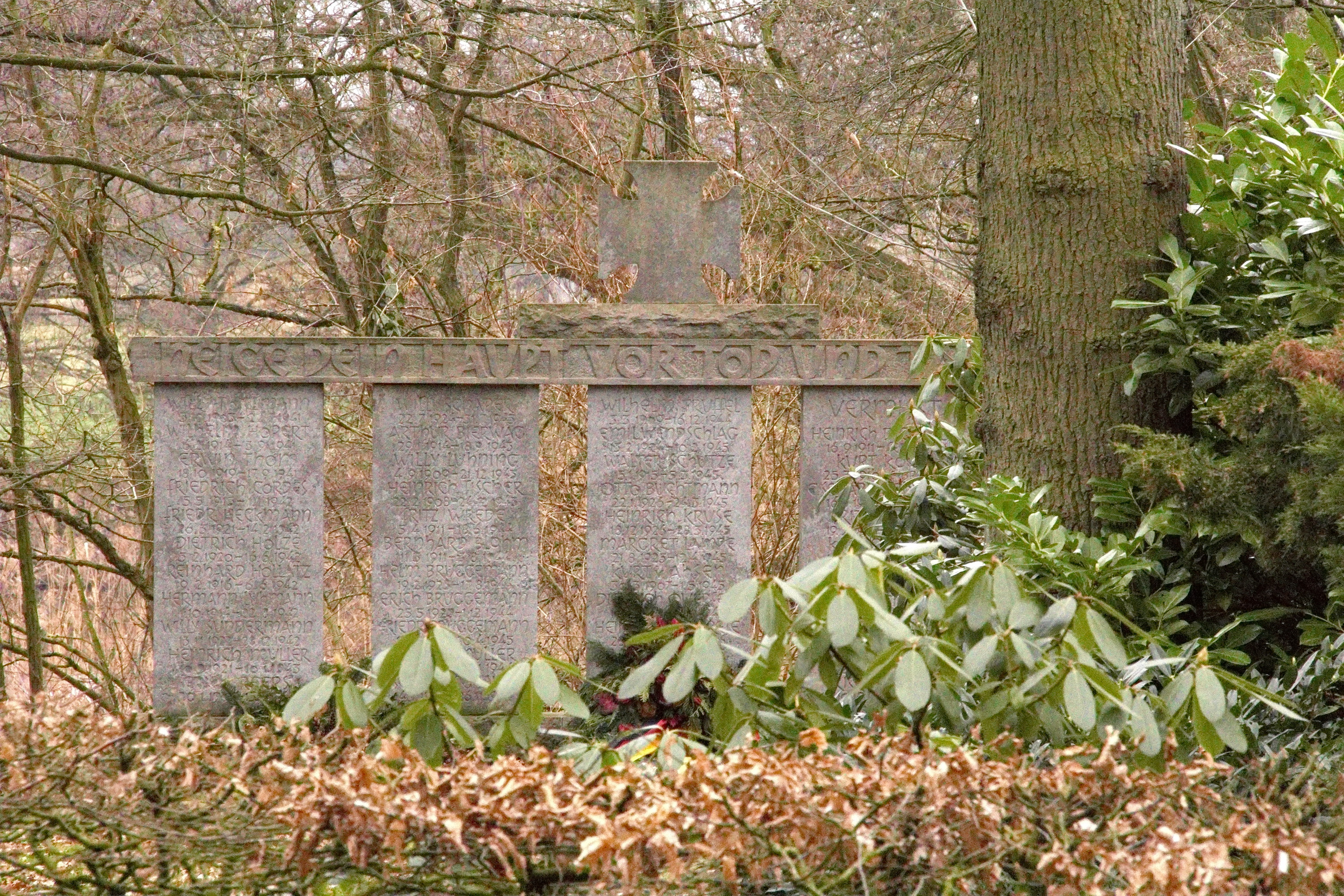
Kriegsopferstätte
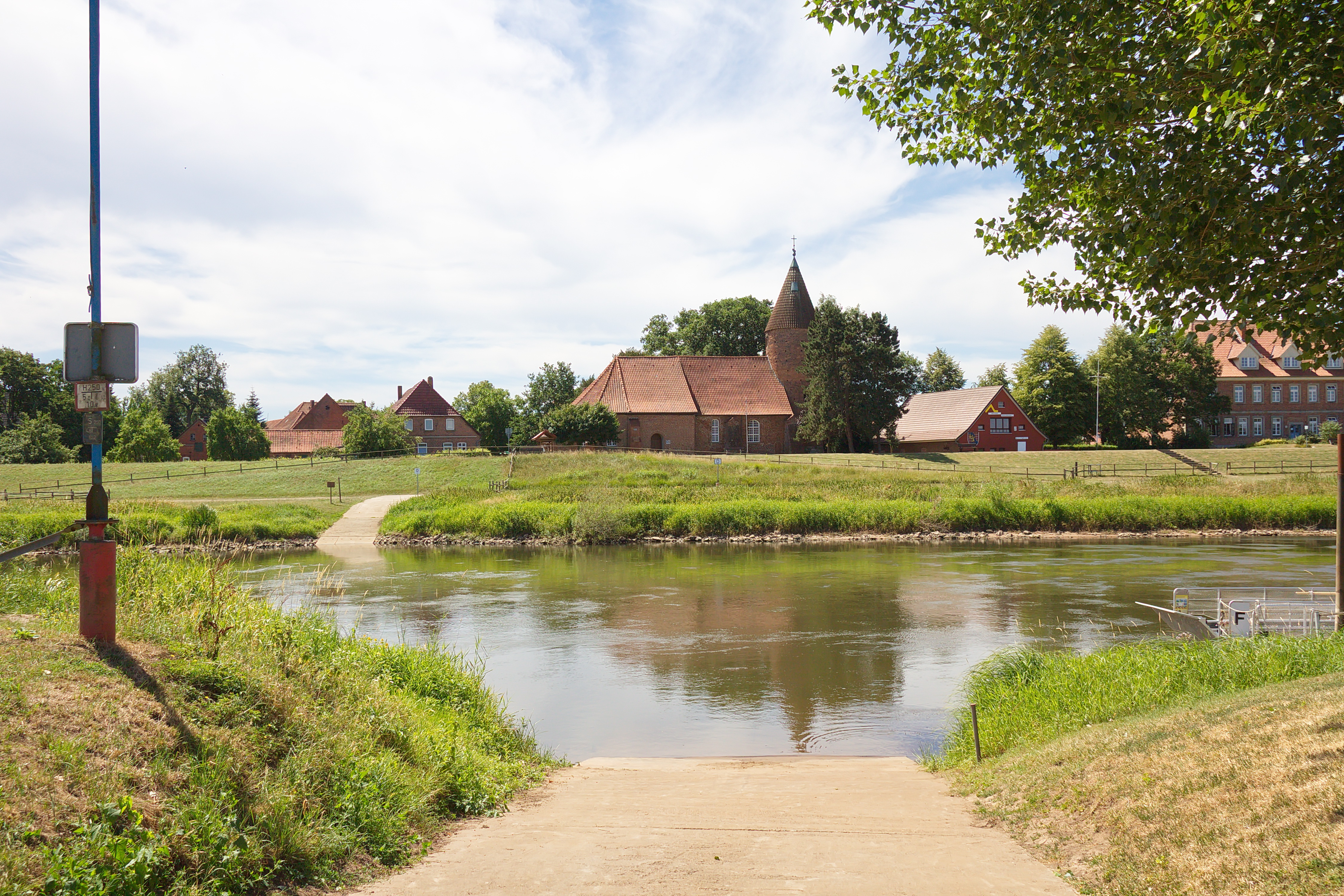
Fähre Otersen

### Vereine
Die Vereine in Otersen arbeiten zusammen in der Dorf- und Vereinsgemeinschaft Otersen e. V. unter dem Motto „GEMEINSAM in Otersen“. Seit 2005 gibt es das Jugendbeteiligungsprojekt, in dem die Jugendlichen zur Verbesserung ihres Ortes Vorschläge und Ideen einbringen können. So wurde 2006 z. B. ein gepflastertes Basketballfeld zum größten Teil in Eigenleistung gebaut.
2008 gründeten die Vereine einen neuen Dachverband: „Dorf- und Vereinsgemeinschaft Otersen e. V.“. In dieser Gemeinschaft wurde der im April 2008 stattfindende MusikFRÜHLING organisiert. Hierbei handelte es sich um eine Fest- und Informationsveranstaltung, die zusammen mit den Dörfern Benstrup und Groß Lengden als Niedersächsische Auftaktveranstaltung des 23. Wettbewerbs „Unser Dorf hat Zukunft“. Schirmherr war der damalige Niedersächsische Ministerpräsident Christian Wulff. Ehrengast war der damalige Landwirtschaftsminister Hans-Heinrich Ehlen.
Der Schützenverein Otersen wurde im Jahr 1880 gegründet und hat knapp 110 Mitglieder (Stand: Ende 2012). In Vereinsbesitz sind sieben Luftgewehrstände (10 m) und eine Kleinkalibersportanlage (50 m). Der Schützenverein veranstaltet das Schützenfest und bis 2007 das überregional bekannte Frühlingsfest.
Der Heimat- und Fährverein Otersen wurde 1992, damals als Dorfgruppe Otersen, gegründet und hat 160 Mitglieder (Stand: Ende 2012). Zu den Aufgaben zählt die Dokumentation der Dorfgeschichte und die Aufrechterhaltung des Fährbetriebes der beiden Allerfähren, die zwischen Otersen und Westen verkehren und durchschnittlich 6000 Radwanderer pro Jahr befördern. Es haben sich rund 70 ehrenamtliche Fährleute zusammengefunden, die am Wochenende und an Feiertagen zwischen 1. Mai und 3. Oktober die Allerquerung mit den Solarfähren Marie Hoffmann I und Marie Hoffmann II ermöglichen. 1999 erhielt der Verein den Deutschen Solarpreis für solare Transportsysteme. 2007 fand an der Fährstelle das Projekt Umwelt baut Brücken statt. Schüler vom Domgymnasium Verden und Schüler aus Breslau recherchierten vor Ort und verfassten eigene Zeitungsseiten zum Thema „Solare Mobilität“.
Mit 363 Mitgliedern (Stand: 31. Dezember 2015) ist der TSV Grün-Weiß Otersen der größte Verein in Otersen. Es werden verschiedene Sportarten angeboten, wie Lauf- und Walkingtreff, Yoga, Tanzen, Sport-Stacking für Kinder, Turnen 60plus, Bodyworkout, Step Aerobic und Freizeitfussball. Der Sportverein führt viele Veranstaltungen durch, wie das traditionelle Volkswandern an Karfreitag, den Kirchenbruch-Crosslauf oder ein Weihnachtstheater. Neben diversen Flohmärkten und einer Kleiderbörse findet für Kinder ein Faschingsnachmittag statt.
Nachdem 2001 das letzte von einst drei Ladengeschäften im Ort aus Altersgründen schloss, eröffnete die Dorfgemeinschaft mit 103.000 DM Eigenkapital einen gemeinschaftlichen Dorfladen im alten Ladengeschäft und benannte ihn in Dorfladen Otersen w. V. (wirtschaftlicher Verein). Später erwarb man ein altes Fachwerkgebäude, sanierte es aufwendig und ergänzte das Angebot um das AllerCafé, das als Mehrgenerationen-Dorfcafé genutzt wird und vor allem bei Radwanderern beliebt ist. 2014 organisierte der Dorfladen einen Messestand auf der Internationalen Grünen Woche Berlin, auf dem mit mehreren Dorfläden die Nahversorgung im ländlichen Raum thematisiert wurde.